# Sisu SA–110
A Sisu SA–110 kompakt méretű, kéttengelyes terepjáró tehergépkocsi prototípus, melyet a finn Sisu-Auto nehézgépjárműgyártó cég gyártott az 1980-as évek második felében. Az autó részben páncélozott volt.
A jármű fejlesztését 1983-ban a Sisu-Autónál kezdeményezték a finn védelmi erők, amelyek egy könnyű terepjáró tehergépkocsit szerettek volna beszerezni. Akkoriban a védelmi erők 1000 darab ilyen jármű vásárlását tervezték. Az 1986-os év végén a Sisu-Auto egy prototípust adott át tesztelésére.

## Műszaki adatok
A Sisu-Auto két motortípust választott: a Deutz BF 6 L 913-at és a Valmet 411 DSJ-t. Az utóbbit négy példányba építették be. A sebességváltó ZF–S5–35/2 típusú, amely összekapcsolódik a Sisu saját tervezésű kétlépcsős áttételével. A portál típusú tengelyeket tárcsafékekkel látták el, az abroncsnyomást a vezetőfülkéből szabályozhatták.
A Masitól eltérően a keret szigorú, és a magas utazási kerekek csak végzett felfüggesztését. Az első tengelyt tekercsrugókkal, a hátsó tengelyt parabolikus laprugókkal szerelték fel.
A rakodótérben 24 katonát lehet szállítani és benne tud menni a hátsó és oldasó legördülő részeket keresztű.

## Jellemzők
A tesztek kimutatták, hogy a jármű mobilitásának köszönhetően az elérhető legjobb volt. A motort -25 °C-os hőmérsékleti körülmények között is lehetett indítani. Az SA–110 minden gond nélkül haladhatott 60 cm mély hóban és 75–85 cm mély vízben is. Kapaszkodóképessége 30°, könnyedén átkelt a 25°-ban felrakott kavicshalmon is. Ezen jellemzői miatt a járművet a „Unimog gyilkos” becenévvel illették.
Hiányosságai voltak a túl alacsony motorteljesítmény, a túl alacsony nyomaték és a túl magas zajszint; a legmagasabb kabinban mért érték 88 dB volt. A 9,4 méteres fordulókört túl nagynak tartották, és az arányok a 3. és 4. fokozatban bírálták.
A jármű túl magas ára erősen hozzájárult ahhoz, hogy nem került sorozatgyártásra. A jármű ára 85%-a a Masiénak és 50%-a Pasiénak.

## Weblinks
- SA-110 álcázás festéssel
- SA-110 szervizkocsi